# Okkerhalet seglnæbskolibri
Okkerhalet seglnæbskolibri (Eutoxeres condamini) er en af de cirka 335 forskellige arter af kolibrier. Den er 13-15 cm lang og vejer 8-12,5 gram. Hannerne og hunnerne ligner hinanden med den ene forskel, at hunnerne er 20 % mindre.